# Джон Бетчеман
Сер Джон Бетчеман (англ. John Betjeman; 28 серпня 1906 – 19 травня 1984) – британський поет і письменник, один із засновників Вікторіанської Спільноти.

## Біографія
Уроджений Бетчеманн (англ. Betjemann), він прибрав з прізвища подвійне «н» за часів Першої світової війни, щоб не впадало в око її німецьке походження. Навчався у школі Хайгейт, де серед його вчителів був знаменитий поет та драматург Т. С. Еліот. Навчався в Магдален-коледжі Оксфордського університету. Після закінчення університету недовго працював секретарем, шкільним учителем та журналістом газети Evening Standard. З 1930 по 1935 рр. працював помічником редактора газети «Архітектурний огляд». У 1933 Бетчеман одружився з Пенелопою Четвуд, дочкою фельдмаршала Лорда Четвуда. У пари народилося двоє дітей: син Пол (1937 р.н.) і дочка Кандіда (1942 р.н.), що згодом стала знаменитою письменницею. У 1939 Бетчемана не взяли на фронт, але військову службу він проходив у частинах Міністерства Інформації Великобританії. У 1941 році був призначений на посаду прес-аташе Великобританії в Дубліні.
До 1948 Бетчеман опублікував більше 10 книг, п'ять з яких були поетичні збірки. Збірка поезій 1958 року розійшлася тиражем 100 тис. екземплярів. Популярність збірки подала ідею британському режисеру Кену Расселлу зняти про Бетчемана фільм.
Бетчеман був великим шанувальником вікторіанської архітектури. Його авторству належить кілька книг на цю тематику, зокрема London's Historic Railway Stations («Історія Лондонських залізничних станцій», 1972). У 1969 Бетчеман написав передмову до книги «Історія архітектури Лідса» Дерека Лінструма. 1951 року Бетчеман розійшовся зі своєю дружиною. У тому ж році він зійшовся з леді Елізабет Кавендіш, яка стала його супутницею до смерті. Останні 10 років свого життя Бетчеман страждав від Хвороби Паркінсона. Він помер 19 травня 1984 року у своєму будинку в Корнуоллі.

## Нагороди
- 1960 Королівська медаль за досягнення в галузі поезії
- 1960 Командор Ордену Британської імперії
- 1968 Сподвижник літератури, почесне звання, що присвоюється Королівським літературним суспільством
- 1969 Лицар-бакалавр
- 1972 Поет-лауреат
- 1973 Медаль Альберта (Королівське товариство мистецтв)
- 1973 Почесний член Американської академії мистецтва та літератури
- 2011 Почесний професор Оксфордського університету

## Поетичні збірки
- Mount Zion (1932)
- Continual Dew (1937)
- Old Lights For New Chancels (1940)
- New Bats In Old Belfries (1945)
- A Few Late Chrysanthemums (1954)
- Poems In The Porch (1954)
- Summoned By Bells (1960)
- High and Low (1966)
- A Nip In The Air (1974)